# Верхний Нюд
Верхний Нюд — упразднённый посёлок в Мурманской области России. На момент упразднения входил в городской округ город Мончегорск. Исключен из учётных данных в 2007 году.

## История
Жители посёлка после опроса проведённого властями в 1995 году были отселены в Мончегорск. Законом Мурманской области № 905-01-ЗМО от 26 октября 2007 года населённый пункт был упразднён в связи с отсутствием проживающего населения.

## Население
Согласно результатам переписи 2002 года в посёлке отсутствовало постоянное население.